# Georg Simon Ohm
Georg Simon Ohm (Erlangen, 16 de março de 1789 — Munique, 6 de julho de 1854) foi um físico e matemático alemão. Irmão do matemático Martin Ohm.
Em 1817 foi professor de matemática no colégio jesuíta de Colônia e na "Escola Politécnica Municipal" de Nuremberga (hoje em dia Georg-Simon-Ohm-Hochschule Nürnberg) de 1833 a 1849. Em 1852 tornou-se professor de física experimental na Universidade de Munique, na cidade onde viria a falecer.
Entre 1826 e 1827, Ohm desenvolveu a primeira teoria matemática da condução elétrica nos circuitos, baseando-se no estudo da condução do calor de Fourier e fabricando os fios metálicos de diferentes comprimentos e diâmetros usados nos seus estudos da condução elétrica. Este seu trabalho não recebeu o merecido reconhecimento na sua época, tendo a famosa lei de Ohm permanecido desconhecida até 1841 quando recebeu a medalha Copley da Royal Society. Até essa data, os empregos que teve em Colónia e Nuremberga não eram permanentes, não lhe permitindo manter um nível de vida médio. Só depois de 1852, dois anos antes de morrer, conseguiu uma posição estável como professor de física na Universidade de Munique.

## Vida na infância
Georg Simon Ohm nasceu em Erlangen, em 16 de março de 1789, vindo de uma família protestante. O seu pai, Johann Wolfgang Ohm, era serralheiro enquanto a sua mãe, Maria Elizabeth Beck, era filha de um alfaiate. Embora os seus pais não tivessem sido formalmente educados, o seu pai era um autodidata, e seu elevado grau de conhecimentos permitiu-lhe dar uma excelente educação aos filhos. Das sete crianças filhas de Johann e Maria Ohm, somente três sobreviveram: Georg Simon, o seu irmão Martin, que se tornou um famoso matemático, e a sua irmã Elizabeth Barbara. Quando eram crianças, Georg Simon e Martin foram ensinados pelo pai. Ele lhes ensinou matemática, física, química e filosofia. Isto estava totalmente em contraste com a sua educação escolar. Georg Simon entrou no Ginásio de Erlangen aos 11 anos, mas lá ele aprendeu pouco o treino científico. De facto, esta parte formal de seu estudo não o inspirava, pois aprendia maquinalmente e através da interpretação de textos. Isto contrastou fortemente com a instrução inspirada que Georg Simon e Martin receberam do seu pai, que os ensinou tão bem matemática que motivou o professor da Universidade de Erlangen, Karl Christian von Langsdorf, a os comparar com a família Bernoulli. É novamente notável a realização de Johann Wolfgang Ohm, um homem completamente autodidacta, ter podido dar aos seus filhos tal educação na matemática e ciência.

## Vida universitária
Em 1805 Ohm entrou na Universidade de Erlangen, seguindo depois para a Suíça onde, em setembro de 1806, recebeu um posto de professor de matemática na escola do mosteiro Gottstadt no vilarejo Orpund.
Karl Christian von Langsdorf (amigo de Ohm) deixou a Universidade de Erlangen-Nuremberga no início de 1809 para ocupar um lugar na Universidade de Heidelberg e Ohm teria gostado de ter ido com ele para Heidelberg reiniciar os seus estudos matemáticos. Porém, Langsdorf aconselhou Ohm a continuar com os seus estudos de matemática por si próprio, aconselhando Ohm a ler os trabalhos de Leonhard Euler, Pierre Simon Laplace e Lacroix. Bastante relutantemente Ohm acatou o seu conselho, mas deixou a vaga de professor no mosteiro Gottstadt em Março de 1809 para se tornar um professor particular em Neuchâtel. Durante dois anos ele levou a cabo os seus deveres como um tutor enquanto seguia o conselho de Langsdorf e continuou o seu estudo de matemática.

## Carreira de professor

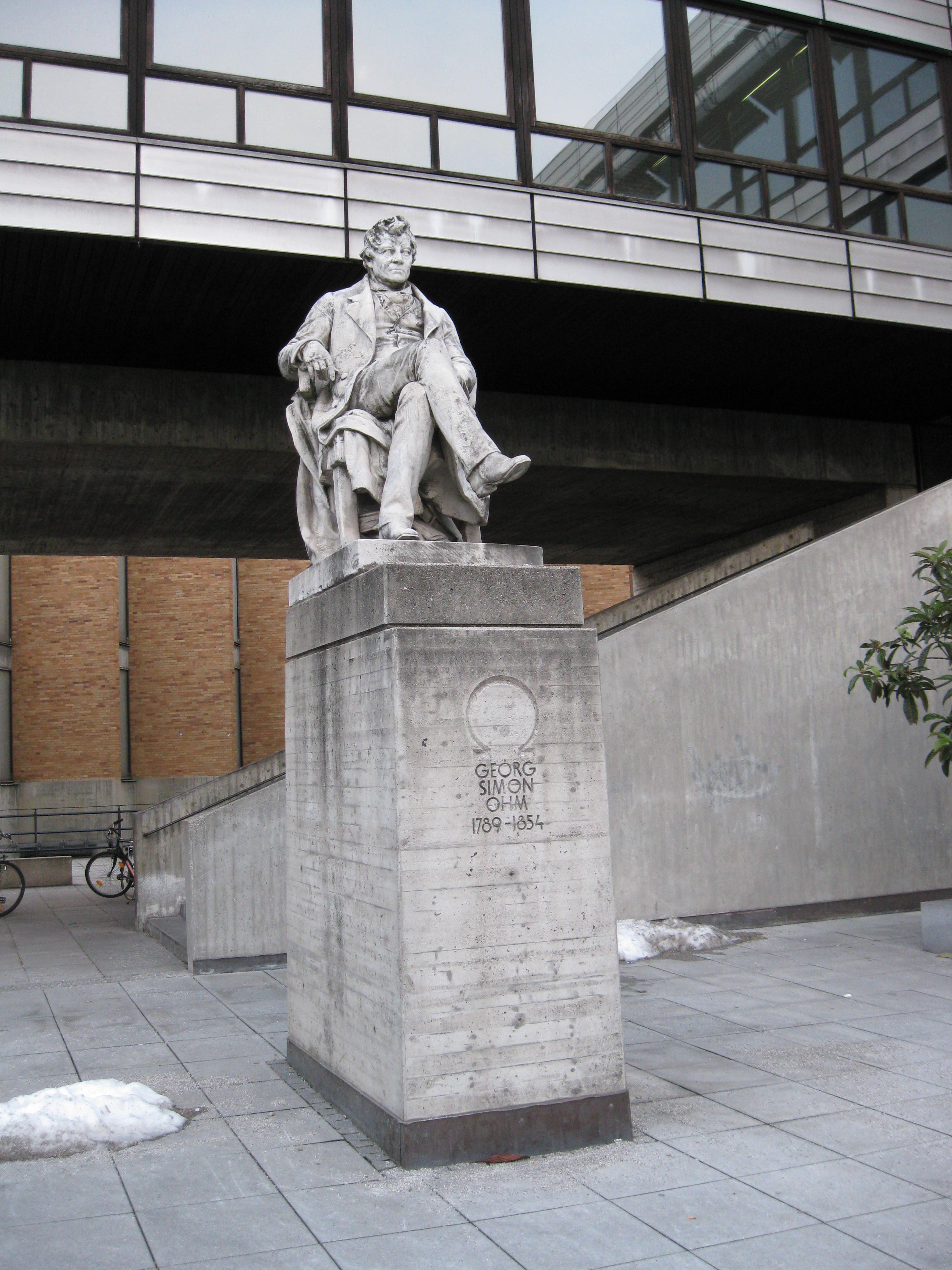
Memorial para Ohm (por Wilhelm von Rümann) na Universidade Técnica de Munique, Campus Theresienstrasse.

Tornou-se um professor particular e em 1811 voltou à Universidade de Erlangen-Nuremberga, onde conseguiu doutorar-se apresentando um trabalho sobre luzes e cores. Continuou como livre-docente na Universidade de Erlangen-Nuremberga até 1812, quando passou a trabalhar como professor secundário de física e matemática em Bamberg, Colônia e depois Berlim. Em 1813 aceitou um lugar de professor numa modesta escola, pois o lugar que ocupava em Erlangen era mal remunerado. Como aspirava a uma posição de professor universitário, continuou a realizar trabalhos de pesquisa originais, dedicando-se à área de Eletricidade. Entretanto começou a escrever um livro de iniciação à geometria. A escola acabaria por fechar e Ohm aceitou lugar em outra escola em 1816.
No ano seguinte (1817) conseguiu finalmente lugar numa escola melhor em Colônia. Aqui continuou o seu esforço autodidático no estudo da matemática e começou a realizar experiências no laboratório de física da escola. Com a descoberta da pilha por Alessandro Volta, em 1800, revelando a corrente elétrica e a resistência elétrica, tornou-se necessário medir essas grandezas e outras, situação que interessou a Ampère, Ohm, Claude Pouillet, Joule, Faraday e Gustav Kirchhoff, cujos trabalhos permitiram a construção de equipamentos como o amperímetro e o voltímetro. Como Ohm ambicionava tornar-se professor universitário, começou a publicar os resultados das suas experiências e estudos. 
Ohm se afastou da vida acadêmica por 6 anos, saiu da Prússia para a Baviera onde começou a lecionar física na Escola Politécnica de Nuremberg em 1833. Apesar da relevância dos seus estudos, suas conclusões e formulações receberam críticas negativas, e Ohm não conseguiu um cargo universitário, quando se tornou professor da Escola Politécnica de Nürnberg", passando a ser seu diretor em 1839. 
Mas a verdadeira mudança em sua vida veio quando a Royal Society de Londres lhe concedeu a Medalha Copley em 1841. Ohm dedicado à Royal Society o primeiro volume de sua Contribuição à Física Molecular, uma obra na qual ele planejou elucidar a constituição interna da matéria com o mesmo sucesso que Isaac Newton conseguira na dinâmica celestial. Ainda em 1841 tornara-se também membro da Academia de Turim. Em 1845 tornou-se membro efetivo da Academia da Baviera.

## Pesquisa e publicações
Em 1825, o Jornal für Chemie und Physik publicou o primeiro artigo de Ohm sobre as leis do circuito elétrico: "Aviso preliminar sobre a lei segundo a qual os metais conduzem a eletricidade de contato". O jornal deu uma fórmula incorreta para o que mais tarde se tornou conhecido como lei de Ohm, mas dentro de um ano Ohm corrigiu o erro. A edição de 1826 da revista levava o título: "Determinação da Lei segundo a qual metais conduzem a eletricidade de contato, juntamente com os esboços de uma teoria do aparelho voltaico e do multiplicador de Schweigger [Galvanoscópio]".
Na parte introdutória do artigo ele notou que a nova forma de sua lei não só estava em perfeito acordo com todas as experiências, mas também incorporou uma explicação unitária de uma ampla gama de fenômenos. Consequentemente, argumentou, sua lei ou fórmula tinha que ser uma verdadeira lei da natureza.
Essas observações de Ohm são importantes para notar como eles mantêm a chave para alguns dos subsequentes mal-entendidos de seu trabalho. Seu trabalho experimental era irrepreensível. Seus dados justificaram totalmente sua conclusão de que a razão de V (a mudança na força eletromotriz) e X (a força eletromotriz) era proporcional à razão de h (a mudança no comprimento do fio condutor) e x (comprimento original do fio), ou seja, {\displaystyle {\frac {V}{X}}={\frac {h}{b+x}}}, sendo b uma constante.

### Primeira lei de Ohm
No entanto, Ohm estava determinado a dar à lei uma justificação mais geral, senão a priori. Os conceitos desenvolvidos por Ohm encontram-se explicados no seu livro "Die galvanische Kette mathematisch bearbeitet" ("O circuito galvânico examinado matematicamente"), publicado em 1827,  em que ele deu uma explicação detalhada sobre a teoria da eletricidade. O que é interessante notar no livro é que Ohm, em vez de saltar diretamente sobre o assunto, deu um fundo matemático necessário para uma compreensão do resto do trabalho. Isto era essencial, pois até mesmo o mais instruído físico alemão, exigia uma introdução como a abordagem à física no livro era uma não-matemática, um fenômeno inédito naqueles dias. De acordo com a teoria de Ohm, a comunicação de eletricidade ocorre entre "partículas contíguas". Além disso, o trabalho também ilustrou a diferença na abordagem científica de Ohm da de Fourier e Navier.
O livro contém a já conhecida fórmula {\displaystyle I={\frac {V}{R}}} escrita na notação {\displaystyle S={\frac {A}{L}}}, seguida da declaração histórica: "A magnitude da corrente num circuito galvânico é diretamente proporcional à soma de todas as tensões [potenciais] e indiretamente proporcional ao comprimento reduzido total do circuito.". Por "reduzido" ele quis dizer as resistências apropriadas de todas as partes do circuito.

### Segunda lei de Ohm
Ohm realizou experiências com fios condutores de diferentes espessuras e comprimentos. Verificou que a resistência elétrica do condutor era inversamente proporcional à área da secção transversal do fio e diretamente proporcional ao seu comprimento. A partir de suas observações, definiu o conceito de resistência elétrica e formulou a chamada Segunda lei de Ohm. Concluiu então, que a intensidade da corrente eléctrica num condutor diminuía com o aumento do comprimento e aumentava com o aumento da seção, o que está relacionado com o que hoje chamamos de resistência do condutor.
A explicação científica de Ohm para justificar a sua lei foi muito mal recebida pelo ministro prussiano da educação que achou que “um professor que proferia tais heresias era incapaz para ensinar matérias científicas”.

## Homenagens

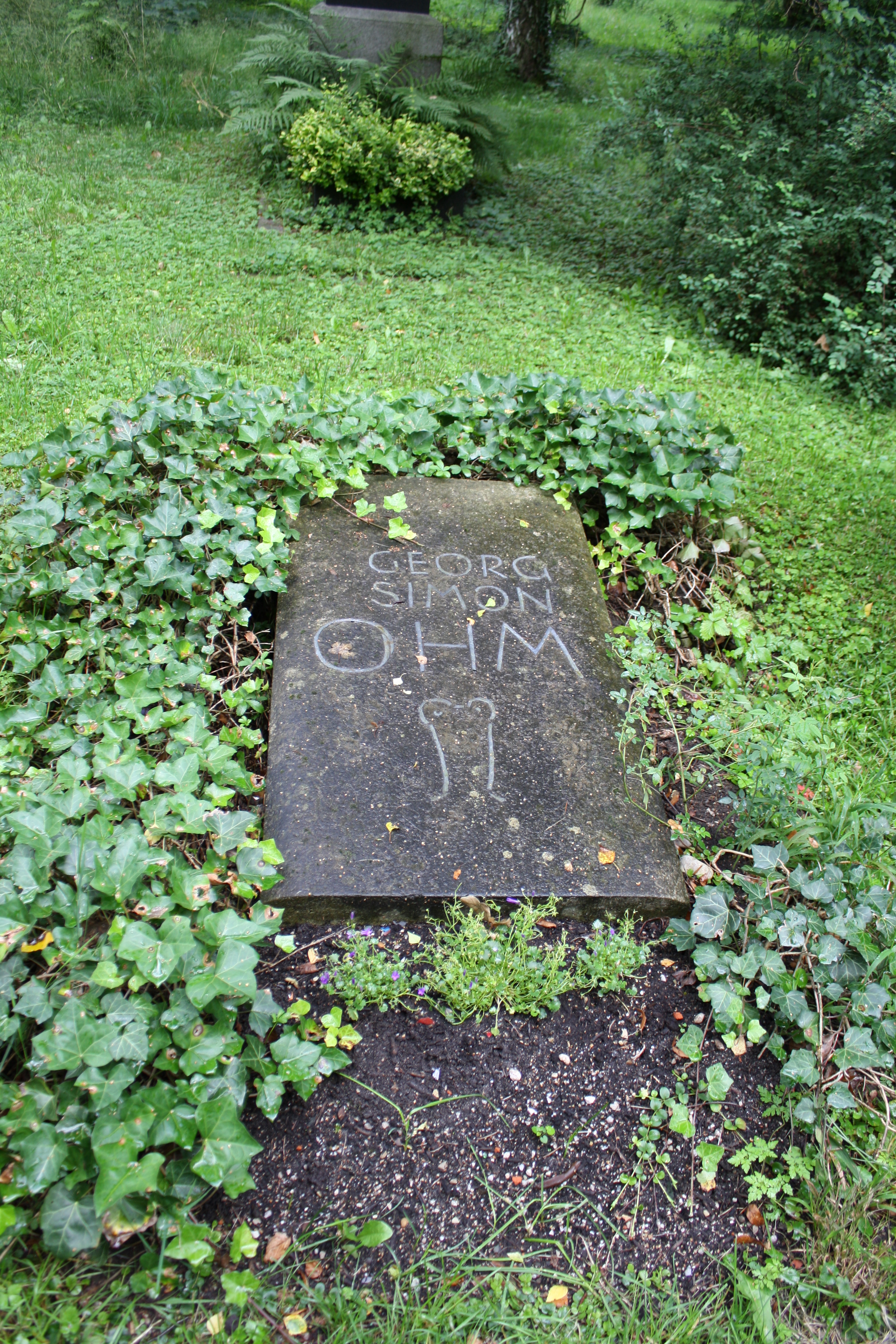
Sepultura no Alter Südfriedhof, Munique

Em 1849 conseguiu o seu sonho, tornando-se professor da Universidade de Munique. Entretanto, apenas em 1852 conseguiu a desejada cadeira de física. O seu objetivo de toda uma vida foi atingido, mas durou apenas dois anos. Morreu no dia 6 de Julho de 1854 em Munique, com 65 anos. Foi sepultado no Alter Südfriedhof, Munique, Baviera na Alemanha.
Seu nome foi dado à unidade de resistência elétrica no Sistema Internacional de Unidades por decisão do Congresso Mundial Eléctrico reunido, em Chicago, em 1893.
Em 1933, ano do centenário da entrada de Ohm no Instituto Politécnico da Baviera, este passou a designar-se “Instituto Politécnico Ohm de Nuremberga”. Em 1983 foi dado, pelo Parlamento da Baviera, o nome de "Escola Superior Georg Simon Ohm de Nuremberga" (Fachhochschule Georg-Simon-Ohm Nürnberg) ao Instituto Politécnico construído em 1971.
Ainda como homenagem, existe uma cratera na Lua denominada Cratera Ohm.

## Publicações
- Grundlinien zu einer zweckmäßigen Behandlung der Geometrie als höheren Bildungsmittels an vorbereitenden Lehranstalten [Guidelines for an appropriate treatment of geometry in higher education at preparatory institutes] (em alemão). [S.l.]: Palm und Enke. 1817  – via Google Books
- Die galvanische Kette : mathematisch bearbeitet (em alemão). Berlim: T.H. Riemann. 1827  – via Google Books
  - Tradução para o inglês: The Galvanic circuit investigated mathematically. Traduzido por Francis, William. Nova York: D. Van Nostrand Company. 1891  – via Google Books
- Beiträge zur Molecular-Physik. Erster Band. Elemente der analytischen Geometrie im Raume am schiefwinkligen Coordinatensysteme [Contributions to molecular physics. First volume. Elements of analytic geometry concerning the skew coordinate system] (em alemão). Nürnberg: Schrag. 1849  – via Internet Archive
- Erklärung aller in einaxigen Krystallplatten zwischen geradlinig polarisirstem Lichte wahrnehmbaren Interferenz-Erscheinungen in mathematischer Form mitgetheilt (em alemão). Munique: k. bayr. Akademie der Wissenschaften
  - Erste Hälfte [First half], 1852 — via Munich Digitization Center
  - Zweite Hälfte [Second half], 1853 — via Google Books
- Grundzüge der Physik als Compendium zu seinen Vorlesungen [Fundamentals of physics: Compendium of lectures]. Nürnberg: Schrag
  - Erste Abtheilung, Allgemeine Physik [Volume 1 General Physics], 1854 — via Google Books
  - Zweite Abtheilung, Besondere Physik [Volume 2 Special Physics], 1854 — via Google Books